# Mexitrichia florica
Mexitrichia florica är en nattsländeart som beskrevs av Oliver S. Flint Jr. 1974. Mexitrichia florica ingår i släktet Mexitrichia och familjen stenhusnattsländor. Inga underarter finns listade i Catalogue of Life.